# Kanaal Baflo-Mensingeweer
Het Kanaal Baflo-Mensingeweer of Kanaal Mensingeweer-Baflo is een 4,7 kilometer lange gekanaliseerde waterloop tussen de dorpen Baflo en Mensingeweer in de Nederlandse provincie Groningen.
Het kanaal start ten westen van Mensingeweer ter plekke van de brug in de N361, waar deze aftakt van het Mensingeweersterloopdiep. Het kanaal stroomt vervolgens met een bocht naar het noordoosten via de gehuchten Ernstheem en Lutke Saaxum. Bij Baflo stroomt het tussen Baflo en Rasquert door en vervolgt zijn weg verder naar het oosten. Iets ten oosten van de Hammelandseweg stroomt de rivier samen met de Andelstermaar naar de Rasquerdermaar, die afwatert op het Winsumerdiep. 

## Geschiedenis
De oorspronkelijke natuurlijke loop droeg de naam Baaiemer Tocht (of Baayemer Tocht of Baaijumertocht) of Kromme Tocht. Oorspronkelijk stoomde het net als vele andere waddenprielen uit naar het noorden, maar door opslibbing was dit op den duur niet meer mogelijk en werd deze situatie met waterstaatkundige ingrepen gewijzigd. In de 19e eeuw stroomde de loop nog niet naar Baflo, maar boog ten noorden van Lutke Saaxum af naar het noorden via een waterloop (de Oude Togt) ten oosten van het gehucht Den Hander en De Horn om ter hoogte van boerderij Zijlbrugge uit te stromen in de Westernielandstermaar. Daarbij werd ten noorden van Lutke Saaxum ook een andere waterloop opgenomen die het gebied tussen Saaxumhuizen en Den Andel ontwaterde (Oude Togt / Saaxumhuister Togt). In 1866 werd het huidige kanaal gegraven.

## Bruggen
Het kanaal telt een aantal bruggen:
- de Bontjemertil: een autobrug tussen Mensingeweer en Eenrum (Eenrumerweg)
- de Ernstheemstertil: tussen het Eenrumerbos en Ernstheem voor fietsers en wandelaars (Ernstheemsterpad) en landbouwverkeer
- een brug tussen Lutke Saaxum en Saaxumhuizen (Saaxumhuizerweg)
- een autobrug ten westen van Baflo (Warffumerweg / N363)
- een gietijzeren hoogholtje tussen Baflo en Rasquert uit 1910[1]
- een brug tussen Baflo en Rasquert (Meijmaweg / Willem de Zwijgerstraat) uit 1988[1]
- een spoorbrug tussen Baflo en Warffum

Ter hoogte van het Eenrumerbos liggen twee landhoofden van de vroegere Marnelijn.

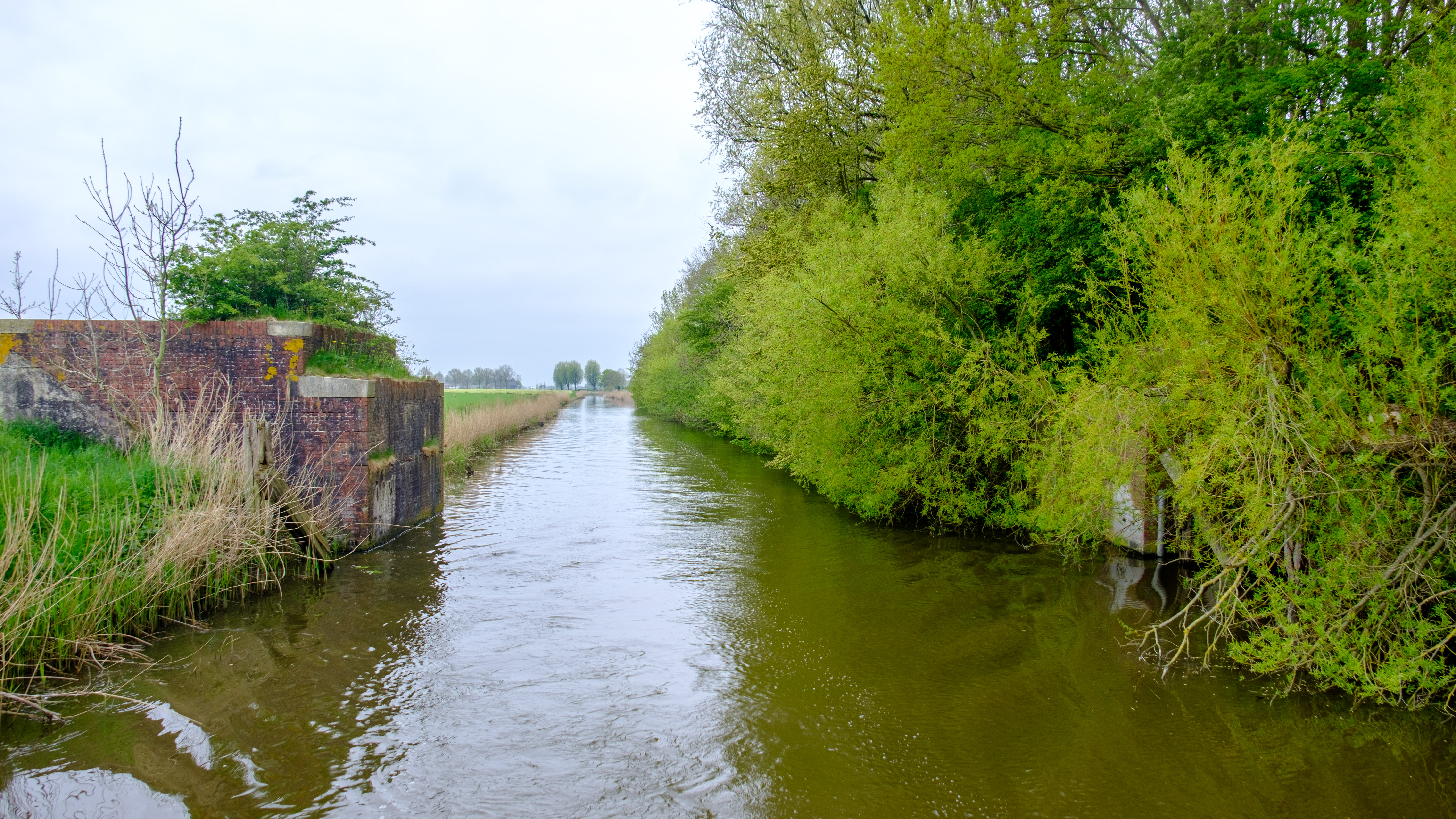
De landhoofden van de vroegere Marnelijn aan weerszijden van het kanaal